# Roosna
Roosna är en ort i Estland. Den ligger i Ambla kommun och landskapet Järvamaa, i den centrala delen av landet, 80 km sydost om huvudstaden Tallinn. Roosna ligger 112 meter över havet och antalet invånare är 126.
Terrängen runt Roosna är mycket platt. Runt Roosna är det glesbefolkat, med 11 invånare per kvadratkilometer. Närmaste större samhälle är Tapa, 14,8 km norr om Roosna. Omgivningarna runt Roosna är en mosaik av jordbruksmark och naturlig växtlighet.